# Menesida bankaensis
Menesida bankaensis là một loài bọ cánh cứng trong họ Cerambycidae.